# 33 (liczba)
33 (trzydzieści trzy) – liczba naturalna następująca po 32 i poprzedzająca 34.

## 33 w nauce
- liczba atomowa arsenu
- obiekt na niebie Messier 33
- galaktyka NGC 33
- planetoida (33) Polyhymnia

## 33 w kalendarzu
33. dniem w roku jest 2 lutego. Zobacz też co wydarzyło się w 33 roku n.e.

## Inne
- wiek 33 lat to tzw. lata Chrystusowe.